# NGC 1337
NGC 1337 est une galaxie spirale située dans la constellation de l'Éridan. NGC 1337 a été découverte par l'astronome américain Lewis Swift en 1885.

## Caractéristiques
Sa vitesse par rapport au fond diffus cosmologique est de 1 086 ± 11 km/s, ce qui correspond à une distance de Hubble de 16,0 ± 1,1 Mpc (∼52,2 millions d'al).
À ce jour, 31 mesures non basées sur le décalage vers le rouge (redshift) donnent une distance de 13,568 ± 3,511 Mpc (∼44,3 millions d'al), ce qui est à l'intérieur des valeurs de la distance de Hubble. Notons cependant que c'est avec la valeur moyenne des mesures indépendantes, lorsqu'elles existent, que la base de données NASA/IPAC calcule le diamètre d'une galaxie et qu'en conséquence le diamètre de NGC 1337 pourrait être d'environ 32,6 kpc (∼106 000 al) si on utilisait la distance de Hubble pour le calculer.
La classe de luminosité de NGC 1337 est III-IV et elle présente une large raie HI.
En raison d'une brillance de surface égale à 14,23 mag/am2, on peut qualifier NGC 1337 de galaxie à faible brillance de surface (LSB en anglais pour low surface brightness). Les galaxies LSB sont des galaxies diffuses (D) avec une brillance de surface inférieure de moins d'une magnitude à celle du ciel nocturne ambiant.